# Aleksandr Ivanovsky
Pour les articles homonymes, voir Ivanovski.
Aleksandr Ivanovsky (Александр Викторович Ивановский, né le 29 novembre 1881, mort le 12 janvier 1968) est un scénariste et réalisateur soviétique. Il a reçu le prix Staline en 1941, pour son travail sur le film Une histoire musicale en 1940. Son opérette de 1944 Silva a été un des plus importants succès en Union soviétique cette année-là.

## Filmographie

### Réalisateur
- 1918 : Grossière (Хамка)

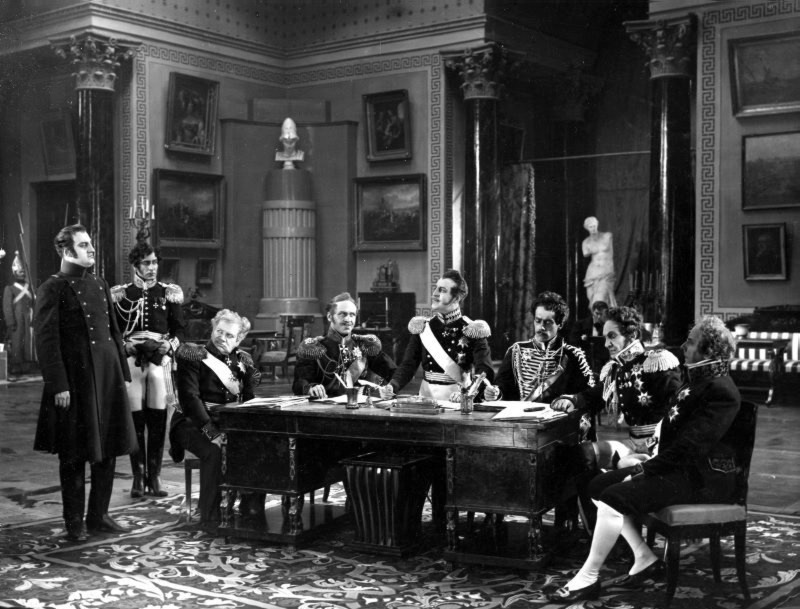
Photographie extraite du film ' (1927).

- 1918 : Je ne cèderai pas (Не уступлю)
- 1918 : Le Garde-barrière (ru) (Станционный смотритель)
- 1918 : L'Automne d’or (Золотая осень)
- 1918 : La Profiteuse (Дармоедка)
- 1919 : Trois portraits (Три портрета)
- 1919 : Pounine et Babourine (Пунин и Бабурин), adapté de la nouvelle Pounine et Babourine d'Ivan Tourgueniev
- 1920 : Khveska (Хвеська)
- 1920 : Les Enfants donnent des leçons aux vieux (Дети учат стариков)
- 1923 : Comédienne (en) (Комедиантка)
- 1923 : Le Palais et la Forteresse (ru) (Дворец и крепость)
- 1925 : Stepan Khaltourine (ru) (Степан Халтурин)
- 1926 : Les Décabristes (ru) (Декабристы)
- 1926 : L'Ile embrasée (Пламенеющий остров)
- 1927 : L'Amour du nord (ru) (Северная любовь)
- 1928 : Assia (Ася)
- 1928 : Le Fils du pêcheur (Сын рыбака)
- 1930 : Le Prisonnier du Caucase (Кавказский пленник) [documentaire]
- 1931 : La Radiologie soviétique (Советская рентгенология) [documentaire]
- 1933 : Ioudouchka Golovlev (ru) (Иудушка Головлев)
- 1936 : Doubrovski (Дубровский)
- 1938 : Les Ennemis (Враги)
- 1940 : Une histoire musicale (Музыкальная история)
- 1941 : Anton Ivanovitch se fâche (ru) (Антон Иванович сердится)
- 1942 : Le Violon miraculeux (Чудесная скрипка) [court métrage]
- 1944 : Silva (Сильва)
- 1946 : La Soliste du ballet (ru) (Солистка балета)
- 1952 : Le Concert des maîtres des arts (Концерт мастеров искусств)
- 1954 : La Dompteuse de tigres (Укротительница тигров)

### Scénariste
- 1918 : Grossière (Хамка) de lui-même
- 1918 : Je ne cèderai pas (Не уступлю) de lui-même
- 1918 : Le Garde-barrière (ru) (Станционный смотритель) de lui-même
- 1918 : L'Automne d’or (Золотая осень) de lui-même
- 1918 : La Profiteuse (Дармоедка) de lui-même , Aleksandr Volkoff
- 1919 : Trois portraits (Три портрета) de lui-même
- 1923 : Comédienne (Комедиантка) de lui-même
- 1926 : L'Île embrasée (Пламенеющий остров) de lui-même
- 1926 : Les Décabristes (ru) (Декабристы) de lui-même
- 1933 : Ioudouchka Golovlev (ru) (Иудушка Головлев) de lui-même
- 1938 : Les Ennemis (Враги) de lui-même
- 1946 : La Soliste du ballet (ru) (Солистка балета) de lui-même
- 1958 : Eugène Onéguine (ru) (Евгений Онегин) de Roman Tikhomirov
- 1961 : Michel et Michoutka (Мишель и Мишутка) de Aian Chakhmalieva, Mikhaïl Chamkovitch

## Distinctions
- 1940 : Prix Staline pour Une histoire musicale
- Artiste émérite de la république socialiste fédérative soviétique de Russie
- Médaille du Mérite au travail de la Grande Guerre patriotique
- Ordre du Drapeau rouge du Travail